# Timeliopsis
Timeliopsis – rodzaj ptaków z rodziny miodojadów (Meliphagidae).

## Zasięg występowania
Rodzaj obejmuje gatunki występujące na Nowej Gwinei.

## Morfologia
Długość ciała 13–18 cm; masa ciała 16–43 g.

## Systematyka
Rodzaj zdefiniował w 1871 roku niemiecko-holenderski zoolog Hermann Schlegel na łamach czasopisma „Nederlandsch tijdschrift voor de dierkunde”, nadając mu nazwę Euthyrhynchus, jednak nazwa ta okazała się zajęta przez rodzaj pluskwiaków, który opisał w 1851 roku brytyjski entomolog William Sweetland Dallas. Następną dostępną nazwą dla tego taksonu była nazwa, którą ukuł w 1876 roku włoski ornitolog Tommaso Salvadori. Gatunkiem typowym jest tymalonek rdzawy (Timeliopsis griseigula).

### Etymologia
- Euthyrhynchus: gr. ευθυς euthus „prosty”; ῥυγχος rhunkhos „dziób”[6]. Typ nomenklatoryczny: Euthyrhynchus griseigula Schlegel, 1871.
- Timeliopsis: rodzaj Timelia Sundevall, 1872 (tymalia); gr. οψις opsis „wygląd, wizerunek”[7].

### Podział systematyczny
Do rodzaju należą następujące gatunki:
- Timeliopsis fulvigula (Schlegel, 1871) – tymalonek oliwkowy
- Timeliopsis griseigula (Schlegel, 1871) – tymalonek rdzawy